# دياني غريني
دياني غريني (بالإنجليزية: Diane Greene) (و. 1955  م) هي عَالِمَة حاسوب، ومهندسة أمريكية، ولدت في روتشستر.

## التعليم
تعلمت في معهد ماساتشوستس للتكنولوجيا، وجامعة كاليفورنيا، بركلي، وجامعة فيرمونت.

## جوائز
حصلت على جوائز منها:
- جائزة مركز أنيتا برج للمرأة والتكنولوجيا [الإنجليزية]‏ (2017).[3]